# Teruji Cho
Professor Teruji Cho (Tóquio, Japão, Agosto de 1953) é um físico japonês. Professor da Universidade de Tsukuba e Diretor do Centro de Pesquisa de Plasma da mesma instituição, é especializado em ciência de plasma, de pesquisa de fusão nuclear. Ganhou em 1996 o prêmio da Sociedade de Ciência, o Prêmio da Pesquisa Nuclear de Fusão de Plasma. Foi graduado na Universidade de Quioto, e em 1981 concluiu o doutorado na Escola Superior de Ciências. Em 1983 trabalhou como professor em meio período de Artes Liberais, e em 1984 foi admitido como professor da Universidade de Tsukuba, onde foi demitido injustamente em Março de 2008 depois de acusações de falsificação em um teste de plasma. Essa acusação foi refutada, tendo físicos de todo mundo prestado assistência ao caso e ao próprio injustiçado, o Professor Cho.